# Благодатненская волость
Благода́тненская во́лость — административно-территориальная единица в Ставропольском уезде Ставропольской губернии.
Волостной центр — село Благодатненское.

## Административное устройство
На 1905 год:
- с. Благодатненское

селение Софиевское
На 1920 год:
- сел. Благодатное
- кол. Золоторевка
- кол. Иващенко (Бетель)
- кол. Мартыновка (Мартыксфельд)
- кол. Хубияровка
- пос. Добровольный
- пос. Николаевский
- пос. Нововасильевский
- пос. Софиевский
- хут. Николина Пристань

## Население
| 1904 | 1920    |
| ---- | ------- |
| 6730 | ↗19 563 |